# Тон Шепарда
Тон Шепарда, названный так по фамилии его создателя Роджера Шепарда, — это звук, образуемый наложением синусоидальных волн, частоты которых кратны друг другу (звуки расположены по октавам). Повышающийся или понижающийся тон Шепарда называется звукорядом Шепарда. Такой звукоряд создает иллюзию бесконечно повышающегося или понижающегося тона, в то время как на самом деле его высота в целом не меняется.
Также известна ещё одна звуковая иллюзия, которую можно назвать обобщением тона Шепарда. В ней звук состоит из серии наложения гармоник по принципу чисел Фибоначчи (1-я, 2-я, 3-я, 5-я, 8-я, 13-я и т. д.).
Если извлекать такую форму волны через каждые 9 полутонов (например: до, ля-бемоль, ми, и далее), то вне зависимости от начальной высоты тона их высокочастотные составляющие будут одинаковыми гармонически и накладываться друг на друга, создавая эффект, что у звука высокие гармоники не двигаются, а остаются на месте. Но если играть пооктавно, то создаётся эффект, что высокочастотная составляющая при повышении октавы начинает «потихоньку сползать» вниз.

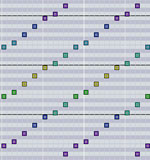
Тоны Шепарда, образующие лад Шепарда, изображенные в секвенсере

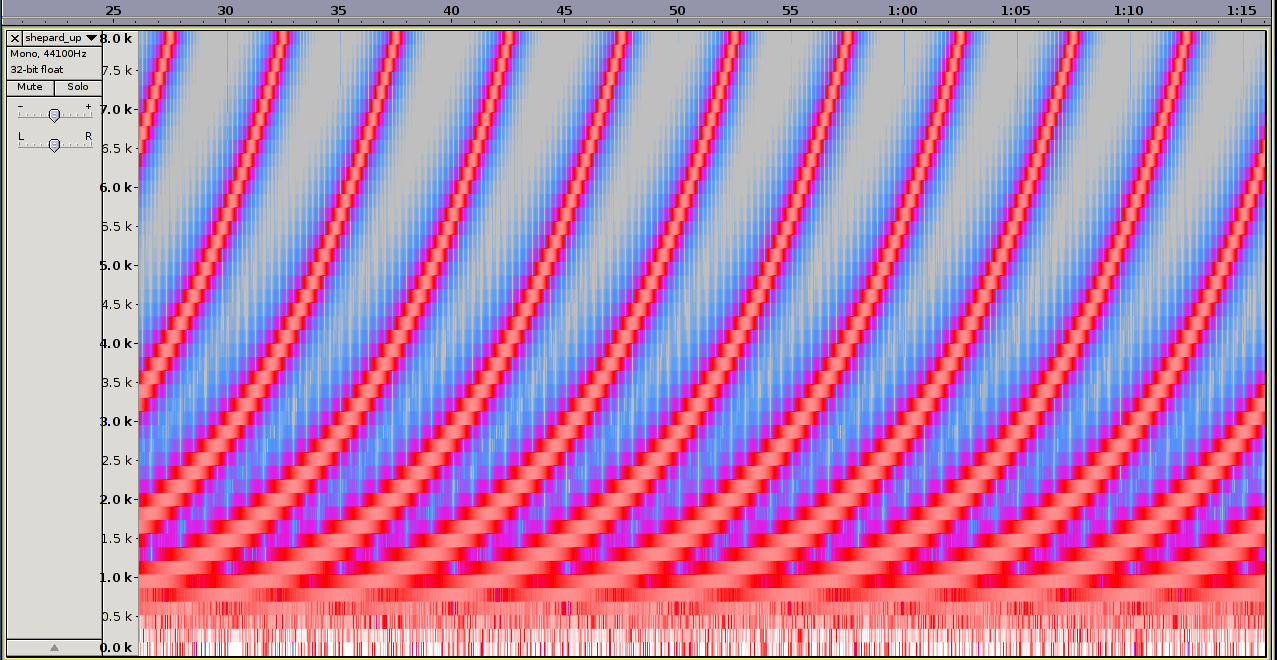
Спектр на линейной шкале

## Конструкция лада Шепарда
Акустическая иллюзия может быть создана путём наложения серии восходящих или нисходящих последовательностей звуков (см. рис. 1). В наглядном виде конструкция выглядит так: каждый квадрат на рисунке изображает ноту. Квадраты, расположенные один над другим — это один тон Шепарда. Ноты, звучащие одновременно, находятся на расстоянии октав друг от друга. Цвет каждого квадрата отображает громкость ноты. Фиолетовый цвет соответствует самой маленькой громкости, зелёный — самой большой. Громкости распределены по нормальному закону, где вершина колокола гауссовой кривой находится в районе ноты до 5 октавы. Каждая последовательность звуков плавно вступает и плавно затихает, так что на фоне звучания других последовательностей уловить её начало и конец, не имея хорошо развитого музыкального слуха, почти невозможно. Описанный лад Шепарда с дискретными звуками (нотами) называется дискретным ладом Шепарда. Иллюзия более убедительна, если между нотами остаются небольшие паузы (отрывистое исполнение, стаккато, вместо слитного легато). Жан-Клод Риссе впоследствии создал версию лада с непрерывным изменением высоты звуков Шепарда, получившую название непрерывного лада Рисе или глиссандо Шепарда — Рисе. При правильном исполнении оно создает иллюзию непрерывно повышающегося или понижающегося тона. Рисе также создал похожую иллюзию с непрерывно ускоряющимся или замедляющимся ритмом.

## Применение лада Шепарда в музыке
Несмотря на трудности воссоздания иллюзии акустическими инструментами, Джеймс Тени, работавший с Роджером Шепардом в Bell Labs в начале 1960-х годов, сочинил музыкальное произведение с использованием данного феномена под названием «К Анне» (англ. For Ann). Произведение, в котором частота двенадцати сгенерированных компьютером синусоидальных волн, разделенных близкими, но не равными интервалами, непрерывно увеличивается от ноты ля инфразвукового диапазона (за порогом слышимости) до ноты ля ультразвукового диапазона (также за порогом слышимости), было впоследствии переложено для двенадцати смычковых инструментов. Эффект электронного произведения состоит как из иллюзии бесконечно повышающегося тона Шепарда, так и из звуковых «переливов» и «мерцаний», вызванных сверхвысокими частотами на грани слышимости, а также невозможности сосредоточиться на каком либо одном из множества одновременно звучащих тонов. Тени также предложил переработать произведение, обозначив время вступления каждого инструмента с таким расчётом, чтобы отношение частот следующих друг за другом тонов подчинялось правилу золотого сечения. В таком случае тон, возникающий при их одновременном звучании, будет совпадать со следующим появляющимся тоном.
Эффект, напоминающий лад Шепарда, находится в «Фантазии и фуге соль минор для органа» Баха. Во второй трети «Фантазии» имеется нисходящая басовая линия, обыгрывающая аккорды, следующие по квинтовому кругу. Постепенное добавление новых регистров к звучанию органа создает похожую на лад Шепарда иллюзию бесконечно понижающегося тона, хотя на самом деле бас перескакивает октавы. В середине третьего этюда Шопена содержатся похожие на лад Шепарда музыкальные фразы. В своей книге «Гёдель, Эшер, Бах: Эта бесконечная гирлянда» (англ. Godel, Escher, Bach: An Eternal Golden Braid) Дуглас Хофштадтер объясняет, как можно использовать лад Шепарда в конце «Бесконечно возрастающего канона» (англ. Endlessly Rising Canon) Баха для создания модуляции без перехода на октаву выше. «Мартовские воды» (англ. Waters of March) Антонио Карлоса Жобима имеют нисходящую оркестровку, напоминающую лад Шепарда и призванную изобразить непрерывный ток воды в океан.
Независимо обнаруженная версия лада Шепарда появляется в начале и конце альбома 1976 года «День на скачках» (англ. A Day At The Races) рок-группы Queen. Произведение состоит из множества гармонирующих электрогитарных партий, следующих друг за другом вверх по ладу, так что верхние ноты постоянно исчезают, а нижние постоянно появляются. «Эхо» (англ. Echoes), 23-минутная песня рок-группы Pink Floyd, завершается возрастающим тоном Шепарда. Глиссандо Шепарда — Рисе находится в конце песни «Управляемый тайной» (англ. Ruled by Secrecy) рок-группы Muse. Лад Шепарда фигурирует также в затихающей фортепьянной коде «Последней капли» (англ. A Last Straw) из опуса Роберта Вайетта 1974 года «Хуже некуда» (англ. Rock Bottom).
Примером использования лада Шепарда в современной культуре может служить эпизод с бесконечной лестницей из видеоигры «Супер Марио 64» (Super Mario 64), во время которого звучит эта иллюзия. Однако это не совсем настоящий лад Шепарда, так как состоит всего из трёх нот в пределах одной октавы, и переход к третьей ноте не всегда воспринимается в нужном направлении.

### Золотая секвенция и лад Шепарда на квинтовой цепи звуков

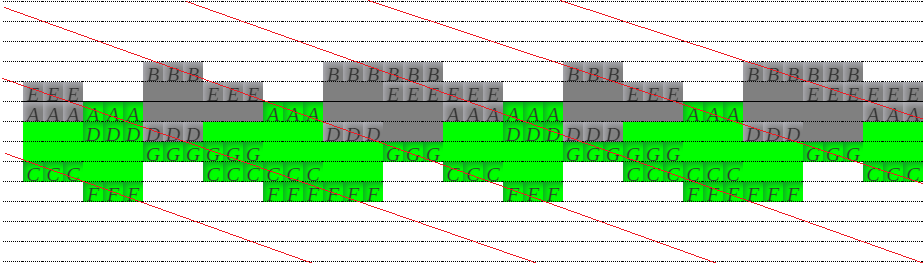
Лад Шепарда образуют звуки аккордов Золотой секвенции на квинтовой цепи. Аккорды Am Dm G C F Bdim Em

При разложении золотой секвенции натурального минора, а также круговой прогрессии натурального мажора на квинтовую цепь, наблюдается нисходящий лад Шепарда создающий иллюзию постоянного минорного движения вниз по квинтовой цепи.